# باته‌تارت شرقی (ویرجینیا)
باته‌تارت شرقی (به انگلیسی: Botetourt East) یک منطقهٔ مسکونی در ایالات متحده آمریکا است که در شهرستان باتتورت، ویرجینیا واقع شده‌است.